# Бруно Масо
Брюно Масо (на френски: Bruno Massot, 28 януари 1989, Кан), Нормандия е френски фигурист, олимпийски шампион в спортните двойки с Альона Савченко на Зимните олимпийски игри през 2018 в Пьонгчанг, световен шампион през 2018 година.

## Кариера

### Във Франция
Отначало Брюно се състезава в мъжкото индивидуално фигурно пързаляне, но скоро преминава в двойките с партньорка Камил Фуше. С нея два пъти печели бронзови медали на Френския шампионат, дебютирова на международната арена на Световното първенство за юноши през 2008 година в България. По-късно партьорка му става Даря Попова.
С нея Брюно печели френския шампионат и участва на световни и европейски първенства. Получават правото да участват на Олимпийскте игри в Сочи. Само, че Даря Попова няма френско гражданство и не успяват да стартират в главния турнир. И всъщност точно това повлиява на Масо, и по-късно той сменя федерацията.

### В Германия
След Световното първенство през 2014 година е обявено, че водещата немска двойка се разпада: 34-годишната Робин Шолкова е решила да завърши спортната си кариера заради предстоящата и женитба. 30-годишната Савченко решила да продължи кариерата си. Тя предлага на френския фигурист Брюно Масо да приключи своите изпъления с Попова и да се готви за Олимпиадата през 2018 в Южна Корея с нея. Да тренира новата двойка планира Инго Щойер.
Но Щойер се разделя с новата двойка. Треньор на дуета става немския специалист Александър Кьониг. След дълго мислене, двойката решава да се състезава за Германия; но френската федерация дълго възпрепятства Масо да получи възможност да представлява съседната страна на леда.
Едва през октомври 2015 година федерацията успява да се договори, и през ноември новата двойка прави своя дебют на турнира в Талин. Дебютът е удачен – първо място. Следва победа във Варшава в Купата на Варшава, а след това в немския шампионат. На европейското първенство в Братислава през 2016 годиа, двойката печели сребърен медал. След това фигуристите уверено побеждават в Купата на Бавария. В началото на април на световното първенство в Бостън през 2016 г., немската двойка се оказва най-добрата от европейците, и така печелят бронзовите медали. Бяха подобрени постиженията в точките.
Новият предолимпийски сезокъдето заемат първото място. В началото на ноември немската двойка участва в етап от Гран при в Москва, където в Купата на Ростелеком където след упорита борба печелят първото място. В средата на ноември фигуристите участват в етапа от Гран при в Париж, където побеждават в турнира Trophée de France, където надминават предишните си резултати в кратката програма. Това им позволява да отидат на финалния Гран При 2016/2017, в Марсилия. Седмица преди началото двойката е свалена от участие заради травма на Альона. Решават да не участват и в Германското първенство за 2017 година. В корая на януари двойката стартира на Европейското първенство в Острава, където повтарят успеха си от предишната година и след много сложна борба печелят сребърните медали, като Брюно подобрява своите предишни резултати в крайния сбор и в произволната програма. В края на март немската двойка се появява на Световното първенство в Хелзинки, където печелят сребърните медали. Също така те печелят и участие на Олимпийските игри и подобряват предишните си постижения.
В края на септември немската двойка взема участие в Оберсдорф, на турнире Небелхорн, и финишират със сребърните медали. След месец двойката участва в етап от Гран при 2017 в Skate Canada International, където се окичват със сребърните медали. На националния шампионат във Франкфурт на Майн фигуристите стават шампиони.
На зимните Олимпийски игри в Пьонгчанг в двойка с Альона Савченко печели златото и става Олимпийски шампион.
На световното първенство през 2018 година заема 1 място.

## Успехи
Олимпийски игри:
- Шампион (1): 2018 Пьонгчанг

Световно първенство:
- Шампион (1): 2018
  -  Сребърен медал (1): 2017
    -  Бронзов медал (1): 2016

Европейско първенство:
- -  Сребърен медал (1): 2016, 2017

Олимпийски игри
| Олимпиада      | Индивидуално | Спорти двойки                     |
| -------------- | ------------ | --------------------------------- |
| 2018 Пьонгчанг | -            | style="background:gold;" \| Злато |